# ورزشگاه ارتش بنگلادش
ورزشگاه ارتش بنگلادش (به لاتین: Bangladesh Army Stadium) یک ورزشگاه در بنگلادش است که در داکا واقع شده‌است.